# Ernst August Hörning
Heinrich Ernst August Hörning (* 2. Januar 1809 in Großfurra; † im 19. Jahrhundert) war ein deutscher Schauspieler und Politiker.

## Leben
Hörning war der Sohn des Erbpächters der Gast- und Schenkwirtschaft in Großfurra Johann Ernst August Hörning und dessen Ehefrau Dorothea Charlotte Christiane geborene Stadermann. Sein Bruder Louis Hörning war bis 1849 Fürstlicher Revierförster in Breitenbach und dann in Gehren.
Hörning war 1830 Student in Halle an der Saale, 1835 Schauspieler in Hamburg und 1849 Literat in (Groß-)Breitenbach.
Während der Märzrevolution war er im Januar 1849 Gründer des demokratischen Vereins in (Groß-)Breitenbach. Vom 4. Juni 1849 bis zum 30. Juni 1850 war er Abgeordneter im Landtag des Fürstentums Schwarzburg-Sondershausen. Nach dem Scheitern der Revolution wanderte er nach Amerika aus und erklärte 1852 von dort aus den Verzicht auf seine Rechte als Schwarzburg-Sondershauserner Untertan. 1856 lebte er in Chicago, danach verlieren sich seine Spuren.